# Urbana legenda
Urbana legenda (tudi sodobna povedka, urbani mit, urbana zgodba, sodobna legenda, urbani narativ) je naziv za izmišljene dogodke, ki so del moderne folklore. Predstavljene so kot resnične, z elementi groze, humorja in gnusa, ki izhajajo iz lokalne popularne kulture. Namenjene so zabavi, ljudski razlagi naključnih dogodkov, moralnim naukom ali opozarjanju pred nevarnostjo, v izogib težavam, bolečini ali smrti. Prenašajo jih ljudje in mediji, ki verjamejo v njihovo resničnost ali pa ne. Razširjajo se od časopisov in televizije do socialnih omrežij. Nekatere so se skozi čas ohranile z minimalnimi spremembami, obarvale so se le z lokalnimi značilnostmi. Izraz »urban« ni zemljepisno, temveč časovno določilo – obstoj v modernem svetu, za katerega je značilna urbanizacija in tehnologija. Če upoštevamo, da so nastale »naravno« ali se prenašajo v dobri veri brez slabih motivov, se razlikujejo od masovnih potegavščin (»rac«), lažnih novic in teorij zarot.

## Izvor in struktura
Urbane legende so nastale na prelomu iz 19. v 20. stoletje v ZDA kot zgodbe za ustrahovanje otrok. Lahko so bile izmišljene, vzete iz vsakdanjega življenja ali pa so se dejansko zgodile. Nekatere naj bi imele korenine v pravljicah za pred spanjem. Najbolj so se po svetu razširile zgodbe iz ameriške folklore – iz ljudskih zgodb, mitov in legend – in so tema univerzitetnih predavanj. Govori se, da je bilo v zvezi s temi zgodbami celo nekaj žrtev. 
Izraz urbana legenda se je prvič pojavil v tisku leta 1968. Jan Harold Brunvand (profesor angleškega jezika na univerzi v Utahu) je 1981 objavil zbirko legend The Vanishing Hitchhiker: American Urban Legends & Their Meanings, z namenom pokazati da se legende in folklore ne pojavljajo izključno v primitivni ali tradicionalni družbi, ter da se posameznik lahko nauči marsikaj o določeni moderni in urbani kulturi s preučevanjem takšnih zgodb. 

## Razmnoževanje in prepričanje
Pripovedovalec urbane legende ne poroča o svoji izkušnji, ampak trdi, da se je zgodilo prijatelju (ali prijatelju prijatelja), kar zgodbo konkretizira in pripeva k njeni prepričljivosti, medtem ko se sam od nje distancira. Pripovedi o grozljivih zločinih in podobnem naj bi animirale ljudi, da opozorijo bližnje na nevarnost. Pri tem sodelujejo včasih celo časopisi, šolske oblasti, policija in državni organi. Po urbani legendi Lights Out naj bi člani uličnih tolp vozili brez žarometov, nakar bi moral novinec v tolpi umoriti prvega, ki bi prižgal luči. 
Mnoge urbane legende so v bistvu razširjene šale, predstavljene kot resnični dogodki. Skupno jim je, da se sklicujejo na prvotno pričo ali udeleženca, namenjene so tistim, ki ne upoštevajo nasvetov ali lekcij, ki jih vsebujejo (tipičen element mnogih goljufij v e-pošti), zgodba je prodana kot "nekaj, kar mi je prijatelj povedal", medtem ko je prijatelj identificiran zgolj po osebnem imenu ali sploh ni poznan.
Uveljavljene urbane legende ohranjajo določeno stopnjo verodostojnosti. V sedemdesetih letih 20. stoletja je nastala govorica, da je družba Procter & Gamble povezana s satanizmom. Legenda je tako ogrozila poslovanje, da je družba  blagovno znamko iz devetnajstega stoletja ukinila.

## Vera in odnos do mitologije
Prvi izraz za te urbane legende, »zgodba o urbanih prepričanjih« (ang. urban belief tale), izpostavlja njihovo ključno lastnost: kot resnične jih predstavljajo pripovedovalci, čeprav imajo težave s preverjanjem njihove pristnosti. V ozadju je lahko resnični dogodek (npr. skriti serijski morilec na zadnjih sedežih avta), vendar folkloriste bolj kot realno ozadje pri urbanih legendah zanimajo razlogi za njihovo popularnost. Podobno kot pri mitih pripovedim verjamemo, ker ustrezajo skupinskim prepričanjem, "ker dajejo skladne in prepričljive razlage kompleksnih dogodkov". Sociologi preučujejo urbane legende, da bi razložili zapletena družbeno-psihološka prepričanja, kot so odnos do kriminala, varstva otrok, hitre hrane, terencev in drugih popularnih družbenih tem. Tu se urbana legenda stika z ljudsko folkloro, npr. Grimmovimi pravljicami.

## Dokumentiranje
Internet pomaga pri širjenju in razkrivanju legend. Razpravljanje o njih, sledenje in analiziranje je tema medijev, kot so Usenet novice. Ameriško ministrstvo za energijo je imelo službo Hoaxbusters za dokumentiranje računalniško distribuiranih prevar in legend. Televizijske oddaje, kot so Urban Legends, Beyond Belief: Fact or Fiction in Mostly True Stories: Urban Legends Revealed obravnavajo aktualne in stare urbane legende. Televizijska oddaja Discovery Channel MythBusters (2003–2016) si je prizadevala znanstveno dokazati ali ovreči urbane legende. V filmu Urban Legend iz leta 1998 je študentka razpravljala o priljubljenih urbanih legendah, hkrati pa je je postala njihova žrtev.
Med letoma 1992 in 1998 je časopis The Guardian objavljal ilustrirano kolumno Urban Myths, vsebino je črpal iz serije štirih knjig: Urban Myths, The Return Of Urban Myths, Urban Myths Unplugged in Now! That's What I Call Urban Myths. Leta 1994 je stripovska knjiga Big Book of Urban Legends predstavila dvesto urbanih legend.
Britanski pisatelj Tony Barrell je raziskoval urbane legende v kolumni v časopisu The Sunday Times. Tu so zgodbe, da je Orson Welles začel ustvarjati film o Batmanu v 40-ih letih 20. stoletja, v katerem naj bi bil James Cagney kot Riddler in Marlene Dietrich kot Catwoman; tu je fama, da je rock pevec Courtney Love vnuk Marlona Branda, in fama, da je na slavnem posterju Farrah Fawcett iz leta 1970 v laseh igralke prikrito spolno sporočilo.

## Splet
Internetne urbane legende so folklorne zgodbe, ki se širijo po internetu, lahko prek Useneta ali e-pošte, v zadnjem času tudi s socialnimi omrežji.
Kriminalne zgodbe
Tako kot pri tradicionalnih urbanih legendah so mnoge internetne govorice o zločinih nastale bodisi na izmišljotinah bodisi na podlagi resničnih dogodkov, vendar so pretirane.
Medicinske potegavščine
Uživanje semen lubenice naj bi povzročilo rast lubenice v želodcu. Kdor gre z mokrimi lasmi ven na mraz, se takoj prehladi. 
Verižna e-mail sporočila
Verižna e-mail sporočila vključujejo urbane legende, ki naročajo prejemniku, naj kopira sporočilo ali ga prepošlje, v nasprotnem primeru ga bo doletela strašna usoda.
Opozorila na lažne viruse  in zlonamerna sporočila
Uporaba pri trženju
Zmogljivost interneta za razširjanje govoric je bila uporabljena tudi pri trženju, na primer z nizkoproračunskim filmom The Blair Witch Project, ki je bil oglaševan, kot da gre za resnično urbano legendo, ne pa za delo izvirne fikcije.

## Domače urbane legende
Duh avtoštoparke
V Hudi luknji, naravni soteski med vzpetinama Paški Kozjak in Tisnik, skozi katero je speljana magistralna cesta med Velenjem in Slovenj Gradcem naj bi se ponoči voznikom prikazovala ženska, poimenovana ali črna baba ali bela žena. Legenda ima dve varianti – ženska  se prikaže kot štoparka ali se pojavi na zadnjih sedežih avtomobila. Ko prevozimo cestni odsek skozi Hudo luknjo, ženska izgine iz avtomobila. Po nekaterih pričevanjih voznike ščiti pred nevarnim cestnim odsekom, po drugih pa naj bi bila kriva za številne nesreče.
»Čeprav v zgodbi o prikazni iz Hude luknje v večini vsebinskih segmentov najdemo vzporednice z mednarodnim, migracijskim tipom povedke, t. i. »vanishing hitchhiker« (izginjajoči štopar), je za njeno razumevanje veliko pomembneje, da jo obravnavamo kot lokalizirano in kontekstualizirano povedko, z detajli umeščeno v prostor Hude luknje in v življenja ljudi, ki so na ta prostor vezani« (Kvartič, 2012).
Tesla v Mariboru
Nikola Tesla je kratko obdobje svojega življenja preživel v Mariboru. Koliko časa in kje točno je živel, ni znano – nekje med pol leta in letom dni, najverjetneje na današnji Partizanski cesti, takrat Tegetthoffovi ulici. V bližnji gostilni se je predajal kartanju. Svojega prihoda v Maribor ni sporočil niti svojim bližnjim, ti so šele po dveh mesecih ugotovili, kje se nahaja. Oče se je odpravil ponj, a žal brez uspeha. Po hudem sporu se je domov vrnil sam, Teslo pa so še isti mesec na podlagi prijave aretirali mestni žandarji, ker ni imel prijavljenega stalnega bivališča, in ga izgnali domov.
Ugrabljena Slovenka v Trstu
Slovenka je skupaj z možem nakupovala v Trstu.  Nazadnje je sama obiskala kitajsko trgovino, mož pa jo je čakal nedaleč stran. Ko so trgovino zapirali, žene ni bilo od nikoder. Mož je stopil do prodajalca, ta pa je trdil, da notri ni nobene ženske. Poklical je policijo, ki je obkolila in preiskala trgovino, ter našla Slovenko in dve drugi ženski zvezane v kleti. Šlo naj bi za prodajo človeških organov. Legenda naj bi imela korenine iz oddaje Chi l'ha visto, v kateri iščejo izginule osebe. Prvotna zgodba naj bi se zgodila ženski v kitajski trgovini na Siciliji.
Nakupovanje v BTC-ju
V nakupovalnem centru BTC v Ljubljani so ugrabili otroka, ki so ga potem našli v sanitarijah, ravno ko so mu prebarvali lase. Druga varianta zgodbe je, da so v sanitarijah našli punčko, obrito in omamljeno. 
Slovenke na hrvaški obali
Slovenke so se zabavale na hrvaški obali z italijanskimi fanti, ko pa so se zjutraj odpravljale domov, so dobile sporočilo "Dobrodošle v AIDS klub".

## Knjige na temo urbanih legend
- Jan Harold Brunvand. The vanishing hitchhiker: American urban legends and their meanings. New York: Norton, 203, cop. 1981.  (COBISS)
- Jan Harold Brunvand. Encyclopedia of urban legends. Oxford: ABC-Clio, 2001. (COBISS)
- Jan Harold Brunvand. Curses! Broiled again! New York: Norton, 1990, cop. 1989. (COBISS)
- Pamela Donovan. No way of knowing : crime, urban legends, and the Internet. New York ; London : Routledge, 2004. (COBISS)
- Thomas J. Craughwell. Urban Legends: 666 Absolutely True Stories That Happened to a Friend...of a Friend?of a Friend. Black Dog & Leventhal, 2002. Goodreads
- Richard Roeper. Urban Legends: The Truth Behind All Those Deliciously Entertaining Myths That Absolutely, Positively, 100% Not True! New Page Books, 2001. Goodreads
- Robert Loren Fleming. The Big Book of Urban Legends. DC Comics, 1995. Goodreads
- Thomas J. Craughwell. Frančišek: papež s konca sveta. Ljubljana: Družina, 2013. (COBISS)
- Ambrož Kvartič. Pa se je to res zgodilo? Sodobne povedke v Sloveniji. Ljubljana: Znanstvena založba Filozofske fakultete, 2017. (COBISS) S to znanstveno monografijo je slovenska folkloristika dobila strokovno in teoretsko delo o urbanih legendah oziroma sodobnih povedkah.

## Filmi na temo urbanih legend
- Urban Legend (1998) Imdb
- Urban Legends: Final Cut (2000) Imdb
- Urban Legends: Bloody Mary (2005) Imdb
- Killer Legends (2014) Imdb
- MythBusters (TV Series: 2003– ) Imdb
- Urban Legends (TV Series: 2007–2011) Imdb
- Sexy Urban Legends (TV Series: 2001– ) Imdb